# 安徽电气工程职业技术学院
安徽电气工程职业技术学院（简称：皖电院，英文：Anhui Electrical Engineering Professional Technique College，缩写：AEEPTC），位于安徽省合肥市，是国网安徽省电力公司举办，经安徽省人民政府批准，国家教育部备案的一所专科层次的省属公办普通高等职业学校。2010年列为“国家示范性高等职业院校建设计划”骨干高职院校建设单位，并于2013年10月通过教育部财政部“国家示范性高等职业院校建设计划”骨干高职院校建设项目验收。

## 校史
该校是2003年由安徽电力职工大学、合肥电力学校合并组建而成。安徽电力职工大学始建于1979年，被原国家教委授予“全国成人高等教育评估优秀学校”；合肥电力学校创办于1964年，是首批“国家级重点中专学校”。

## 院系设置
该校共设电力工程系、动力工程系、自动化与信息工程系、管理工程系四个系19个专业。其中，国家重点专业5个，省级重点建设专业4个，省级精品特色专业7个。国家级“精品课程”3门，“省级精品课程”9门，省级“精品资源共享课程”6门，省级“精品视频公开课”1门。
- 国家重点专业（5个）：发电厂与电力系统、电厂热能动力装置、电气自动化技术、生产过程自动化技术、供用电技术

## 师资情况
该校现有专任和兼职教师206人，教授、副教授81人，其中国家级教学名师1人，国家有突出贡献专家1人，省级教学名师6人，省级专业带头人6人，省级优秀教学团队7个，省级教坛新秀7人。

## 引用文献
1. 1 2 3 4  .   [2016-07-26]. （原始内容存档于2019-08-12）.